# 信長 KING OF ZIPANGU
『信長 KING OF ZIPANGU』（のぶなが キング オブ ジパング）は、NHKで1992年1月5日から12月13日に放送された30作目の大河ドラマ。

## 概要
安土桃山時代が舞台となるのは1989年の『春日局』以来3年ぶり。織田信長は大河ドラマにおいても『太閤記』（1965年）や『国盗り物語』（1973年）をはじめとする安土桃山時代を扱った作品において度々クローズアップされて数多くの役者によって演じられてきたが、単独のテーマとして扱われるのは本作が初めて（『国盗り物語』でも主演扱いだったが、斎藤道三との途中主役交代であったため、完全な単独主人公ではなかった）。脚本は『武田信玄』（1988年）と同じ田向正健。
主演に抜擢されたのは緒形直人で、大河ドラマ出演は1990年の『翔ぶが如く』以来。『太閤記』（1965年）『峠の群像』（1982年）において主演を務めた緒形拳の二男で、親子2代での大河ドラマ主演となった。主役が若いこともあり、菊池桃子・仲村トオル・杉本哲太・的場浩司・中山美穂など若手俳優を多数起用した。緒形は『予備校ブギ』などに代表されるように繊細でナイーブな青年役を多く演じてきたため、配役が決定した際は多くのメディアで役柄への懸念が伝えられた。緒形本人も最初オファーをもらった際に、「織田信長といえば強くて豪快な人物で、それまで自分がやってきた役と照らし合わせてもイメージが違うのではないか」と思ったようである。しかし、ひげをつけ、かつらをかぶった緒形の信長像は「歴代の信長を演じてきた俳優の中で、歴史の教科書に載っている肖像画に最も似ている」と評された。
ポルトガル人のイエズス会宣教師であるルイス・フロイスの視点から織田信長を描くという手法がとられ、劇中でのフロイスをフランス人モデルのフランク・ニールが、日本語によるナレーションをランシュー・クリストフが務めた。ナレーションでは「聞くところによると」というフレーズが特に多用された。また、数多い戦国時代を舞台とした大河ドラマの中でも、とりわけキリシタンの描写に重点が置かれた作品である。
時代設定にリアリティを出すため、屋内のシーンは照明を抑えて撮影されていたが、視聴者から「見づらい」「場面が暗すぎる」とのクレームが相次いだこともあり、中盤より通常の明るさに変更された。
また、このドラマのロケのために岐阜県岐阜市にある岐阜女子大学の北に作られた広大なオープンセットも話題になった。1万2千坪の敷地の中に、戦国時代の城郭さながらに長大な土塁や堀や塀をめぐらせ、その内部に那古屋城・清洲城・岐阜城の大手門や主殿などの建物が配され、城の外には町屋の建物が作られた。これら建物は全て木材で作られるという本格的な仕様で、当時としてはNHK大河ドラマ史上最大規模のオープンセットとなった。一般公開もされ人気を集めたが、当初から期間限定の公開と決まっていたため、ドラマ終了後に予定通りに取り壊された。国土地理院空中写真(CB922Y-C4-10 整理番号:CB922Y コース番号:C4 写真番号:10 1992年4月27日撮影のモノクロ写真)で規模の大きさが確認出来る。
音楽は毛利蔵人が担当。歌詞のあるオープニングテーマは本作が初めてである（作詞は田向正健）。
このドラマの制作にはNHKエンタープライズが関わっており、以後『花の乱』まではNHKエンタープライズと合同で大河ドラマを制作していた。
平均視聴率は24.6%、最高視聴率は33.0%（関東地区・ビデオリサーチ調べ）。

### エピソード
- 各放送回の最後にはルイス・フロイスがポルトガル語で“Ate breve! Obrigado!”（アテブレーベ・オブリガード、「また会いましょう。ありがとう」の意。劇中テロップでは「また近いうちに　ありがとうございました」と訳されていた）と挨拶した。
- 明智光秀を演じたマイケル富岡は、台詞こそは日本人レベルの流暢な日本語を話すが、アメリカ人である為出演当時は正座はもちろんのこと、あぐらもかくことができず、苦労していたこともあった。また、本人は、「最初はフランシスコ・ザビエルやルイス・フロイス、といった宣教師役が回ってくる」と思っていたことがあり、光秀役に決まったとき、喜びと驚きでいっぱいだった、とコメントしていたことがあった
- フランク・ニールは、出演が決まったとき、日本語の特訓を開始。そして、クランクアップまで欠かさずに日本語を勉強していたほどだった。
- ポルトガル語指導担当の安部井シルビアは指導に厳しく、少しでも発音がおかしかったりすれば、中々OKを出さなかったほどだった。本人は当時、貿易商社OLであった。
- 加納随天を演じた平幹二朗は、ドラマの後半期に失明した随天の気迫や異様さを表現するために、コンタクトレンズを片目に2枚ずつ入れて芝居をした。これは平本人のアイディアであったが、目の痛さは尋常ではなかったようで、過酷な撮影の連続になってしまったという。

## ストーリー
尾張国の小領主・織田家の嫡男に産まれた吉法師（後の信長）は、父・信秀の方針により母・るいと引き離されて成長した。母親の愛情に飢え、孤独の中に成長した信長は、周囲からは「うつけ」と見られ、家臣達からは排斥されそうになる。
ライバルであった弟・信行を廃し、桶狭間の戦いで今川義元に奇跡的な勝利を遂げた信長は、新進気鋭の戦国大名として周囲も驚く急成長を遂げ、舅・斉藤道三の敵討ちとして美濃を征服した後に「天下布武」の印を掲げ、「美しき流れを絶やさず新しき国を作るため」、キリスト教や木下藤吉郎（後の羽柴秀吉）のような“新参者”を取り立てる一方、足利将軍家を排斥し、比叡山を初めとする神社仏閣を弾圧、朝廷や公家を無視し、家族や古くから仕えてきた家臣すら切り捨てる。
自ら定めた50年の人生が迫るにつれ、天下を統一して世界にも乗り出し「新しき国を作る」目標に燃えた信長は、「自らは神である」という“ふり”すら行うが、その傲慢な振る舞いは次第に心服していた家臣達に不審を抱かせ、思いもかけない終焉を遂げることになったのだった。

## キャスト

### 織田家
- 織田信長：森田洸輔→山根隆明→緒形直人

主人公。尾張の小領主から天下人へと一気に駆け上がる風雲児。武家官位は弾正忠、のち右大臣にまで至る。寡黙であり、喜怒哀楽の感情をあまり表には出さないが、その行動は俊敏かつ苛烈である。基本的には他人を信用せず神仏も信じないが、一方で好奇心旺盛な面があり、新奇かつ役立ちそうな人物や文物には深い関心を抱く。幸若舞の演目『敦盛』を好み、自らも好んで舞う。新しい国づくりの拠点として安土城を築城、天下統一に向けての最終段階に入ったと見えた矢先に本能寺において明智光秀の謀反に遭遇、奮戦の末自刃する。相手が光秀と知っても「有りそうな事じゃ」と無表情でつぶやくなど、最後まで寡黙で淡々とした佇まいは変わらなかった。
- 帰蝶：榎本夕希→菊池桃子

信長の正室。斎藤道三の娘。自由奔放な気性で、のちに信長の元を離れ自分自身の生きる道を模索するようになる。
- るい：高橋惠子

信秀の正室。信長・信行・市の母。信長との親子関係は微妙であり中々気持ちが通じ合わない。一時は随天と恋仲となり信長を苛立たせたことも。信長が安土城を建てると一緒に住み、その安土城において信長の死の知らせを聞く。
- しの：高木美保

信長の側室。信忠・信雄・五徳の母。
- 市：中野美穂→鷲尾いさ子

信長の妹。近江の浅井長政の正室となる。美貌の持ち主だが当時の女性としては背が高く、その事を気にしていたが、全く気にせずに自分を受け入れてくれた長政を慕うようになった。
- なべ：若村麻由美

信長の側室。随天に「死神が付いている」と占われるが、かえって興味を持った信長の命で側室となる。その後長く信長の傍に在り続ける。穏やかな気性の女性で信長を敬愛しているが、無口であまり自分の気持ちを説明しない信長の真意を測りかねてもいる。
- 織田信秀：林隆三

信長の父。守護代織田信友に仕える清洲三奉行の一人であったが、主家を凌ぐ実力者であり一代で尾張の大半を手中にした戦上手。信長を自分の後継者として厳しく育てる。
- 織田信定：船越英二

信長の祖父。長寿であり、息子の信秀よりも長生きする。
- 織田信忠：類家大地→寺沢昌純→青木海→藤田哲也→東根作寿英

信長の長男で母は、しの。
- 織田信雄：田原慎太郎→大泉翼

信長の次男で母は、しの。
- 五徳：三海菜穂美→井上亜子→西村裕子→成田恵

信長の長女で母は、しの。松平信康に嫁ぐ。
- 織田信広：村田泰則→岸本一人

信長の庶兄。
- 織田信行：内山眞人→大友大輔→保阪尚輝

信長の同母弟。兄信長をライバル視し打倒を目指すが、信長によって誅殺される。
- 清：吉川十和子

信行の正室。信行の死後は池田恒興の正室となる。
- 織田信治：神田雄次
- 織田信光：長谷川明男

信長の叔父、守山城主。酒癖が悪く、酔って平手五郎右衛門を罵倒、後に襲撃される原因を作ってしまう。信長と手を組んで主君・織田信友を討ったが、今度は酔った勢いで信長を罵倒、信長の逆鱗に触れ誅殺される。
- 織田信次：菊池孝典
- 織田秀孝：谷田真吾
- 織田信康：加世幸市
- 織田信時：田中克季

### 信長の家臣とその関係者
- 林通勝：宇津井健

譜代の重臣。信秀より一番番家老を受命、平手政秀の死後も長年にわたって織田（弾正忠）家筆頭家老を務める。武家官位は佐渡守。老齢となってからは最前線には出ずに主に留守居を担当するようになる。忠義者であり重厚で慎重だが、やがて急激な勢いで天下獲りを目指す信長の尊大な態度に疑問を抱き、対立するようになっていく。
- 池田恒興：坂本徳志→的場浩司

信長の乳母の子。幼いときから小姓をつとめ、終生信長に仕えたが小牧・長久手の戦いで戦死。
- 柴田勝家：滝田栄

譜代の家臣。通称は権六。元々は信行の側近だったが考えを改め信長に帰順。勇敢な猛将として活躍する。
- 木下藤吉郎→羽柴秀吉：仲村トオル

元は身分の低い小者だったが、信長にその才能を見いだされ出世していく。後の天下人・豊臣秀吉となる。本作では立身出世のために真っ直ぐに突き進む向上心旺盛な青年として描かれている。
- ねね：中山美穂

秀吉の正妻。秀吉を叱咤激励し、出世街道を歩ませていく。時には自ら兵士の姿になって前線に出てくるなど、アクティブな女性として描かれている。
- 明智光秀：マイケル富岡

帰蝶の従兄弟。足利義昭の家臣から信長の家臣へと鞍替えする。文武両道に秀で信長に信任され重用されるが、天下人となった信長の傲慢な言動に疑問を覚え、かつ余りの多忙さゆえに心身ともに疲労し尽くして不眠状態に陥り、「ゆっくり眠りたい」との思いから発作的に本能寺に宿泊する信長を襲撃してしまう。
- 明智秀満：小野了
- 玉：今村恵子

光秀の娘で、ゆいの妹。細川忠興の正室。
- ゆい：生田智子

光秀の娘。荒木村重の嫡男の妻。
- 稲葉良通：篠田三郎

美濃の国衆で斎藤家の家臣であったが、のち織田家に臣従、信長の信任を得て重臣の列に加わる。
- 佐久間信盛：田中健

譜代の重臣。武勇に優れ、かつ笛の名手。信長の下で数多くの戦さを経験し武勲を挙げ続けるが、譜代の宿老であった林通勝が信長の勘気を受け失脚した事に不安を抱く。また次第に傲慢になっていく信長の言動に困惑するようにもなっていく。
- 佐久間盛重：本郷功次郎

譜代の重臣。信長と信行の対立の際は当初から信長側に付いた。桶狭間の戦いの前哨戦において討ち死にする。
- 平手政秀：二谷英明

譜代の重臣で信長の傅役。「弾正忠家」の筆頭家老。無謀な行動の多い若き信長の将来を憂慮するが、林通勝に説得され信長を盛り立てていく事を決意する。息子・五郎右衛門による織田信光襲撃事件の責任を負い自刃する。
- 平手五郎右衛門：黒田アーサー

政秀の息子。酒に酔った織田信光に父を罵倒された事に逆上し、信光を襲撃してしまう。
- 内藤勝介：塚本信夫

譜代の宿老。堅実で重厚な人物。桶狭間の戦いにおいて奮戦、今川義元の輿目がけて突撃するも討ち死にする。
- 滝川一益：柴俊夫

低い身分から登用され織田家重臣の列に加わった。斧を得物に戦う血気盛んな勇将。恩賞として上野国の国主となり、北関東の要とされる。
- 丹羽長秀：杉本哲太

信長の近習、馬廻衆から後に重臣に登用される。
- 前田利家：橋爪淳

信長の近習、小姓から後に重臣に登用される。
- 細川藤孝：勝野洋

足利義昭の側近で光秀の僚友。光秀と共に義昭から信長へ鞍替えする。信長と朝廷とのパイプ役を務める。
- 細川忠興：小林秀樹
- 河尻秀隆：森田順平

信長の側近。武田家滅亡後の甲斐国主に任じられ、東国経営の要とされた。
- 森可成：三上真一郎

美濃の国衆で信長に臣従する。浅井・朝倉との戦いで戦死。
- 森長可：野尻忠正

可成の子、蘭丸・坊丸の兄。武勇に優れ、恩賞として信濃国の川中島四郡を賜る。
- 森蘭丸：石野太呂字

信長の小姓、可成の子であり長可の弟。
- 森坊丸：芦田昌太郎
- 斎藤利三：渕野俊太
- 不破光治：石山律雄

使臣。浅井長政が立てこもる小谷城へ赴き、開城とお市の身柄引き渡しを要求する。
- 村井貞勝：西田圭
- 毛利新助：青木健
- 服部小平太：堅田宏
- 松永久秀：清水綋治
- 荒木村重：本田博太郎

摂津国主を任されていたが、突如信長を裏切り居城有岡城に立て籠もる。
- 高山飛騨守：清水善三
- 高山右近：冨家規政

### 諸大名・武将
- 松平元康→徳川家康：郷ひろみ

三河の大名で信長の盟友。武家官位は三河守。幾多の苦難を乗り越え戦国大名へと成長していく。姉川の戦いでは勝利に大きく貢献し信長の信任を得るが、謀反の嫌疑のある築山殿と信康の処断を信長に要求され、苦悩の末に要求に応じる。
- 築山殿：島村佳江

家康の正室。謀反の嫌疑により信長から処断するように要求された家康によって誅殺される。
- 徳川信康：金子勝→早川亮

家康の嫡男にして信長の娘婿。謀反の嫌疑により信長から処断するように要求された家康の命により自刃。
- 水野信元：大林丈史

家康の母方の伯父。
- 酒井正親：大和田伸也

松平家宿老。若き日の家康を支えた家臣団の重鎮。
- 酒井忠次：林邦応
- 石川家成：長棟嘉道
- 平岩親吉：小野進也
- 本多重次：高品剛

家康の側近。信康の謀反の嫌疑を詰問するための使者として浜松城にやって来た林通勝に応対する。
- 鳥居忠吉：滝田裕介

松平（徳川）家宿老。家臣団の長老で、今川家の人質にされていた家康に代わって本拠地岡崎を守る。
- 斎藤道三：芦田伸介

美濃の大名。帰蝶の父。「蝮」の異名を取る一代の梟雄。婿である信長の器量の高さを見抜き、期待するが嫡男義龍に攻められ落命。
- 斎藤義龍：広岡瞬
- 斎藤龍興：渡浩行
- 堀田道空：中井啓輔
- 斯波義統：山本寛

尾張守護職。尾張の本来の国主だが信友や坂井大膳に実権を握られ傀儡状態であった。それを潔しとせず信長と結んで信友・大膳の排除を狙うが反撃に遭い殺害される。
- 斯波義銀：山本耕史

義統の嫡男。留守中に父を信友・大膳らに殺害され信長の元に亡命、信長率いる義統の報仇軍の盟主として擁立される。
- 織田信友：辻輝猛

尾張下四郡の守護代で信秀・信長ら「弾正忠家」の本家筋であり主君でもある「大和守家」の当主。信秀・信長と対立、また守護職斯波義統を殺害し、信長に討たれる。
- 坂井大膳：鈴木瑞穂

「大和守家」の家老。義統、さらには信友を傀儡とし実権を握る実力者。義統を殺害する。
- 今川義元：柴田侊彦

駿河の守護大名。家康を人質に取り、東海地方に一大勢力を築く。上洛を目指して織田領へ侵攻するが桶狭間の戦いにおいて信長の奇襲に遭い討たれる。
- 朝比奈泰能：俵一
- 浅井久政：寺田農

長政の父。信長に不信感を抱き、朝倉と同盟を結ぶように長政を説得する。
- 浅井長政：辰巳琢郎

北近江の大名、お市の婿。信長から信任されていたが、裏切って朝倉義景と同盟を結ぶ。お市との夫婦仲は良好であった。
- 茶々：田原加奈子
- お江：津川里奈
- 浅井政澄：岡崎二朗
- 浅井七郎：安藤圭一
- 阿閉貞秀：佐和たかし
- 磯野員昌：片岡弘貴
- 大野木土佐守：阿部六郎
- 朝倉義景：北村総一朗

越前の守護大名。名門の誇り高く、信長を「奉行の小せがれ」と見下している。将軍義昭を奉じた信長の威勢を認めず、対決の道を選ぶ。
- 朝倉景鏡：田嶋基吉
- 朝倉景健：門田俊一
- 朝倉景恒：伊藤昌一
- 足利義輝：宮田恭男

室町幕府第13代将軍。義昭の兄。松永の兵に襲われ暗殺される。
- 足利義昭：青山裕一

義輝の弟。信長によって室町幕府第15代将軍に擁立される。後に信長と対立し策謀を巡らし「信長包囲網」を形成、一旦は信長が死を覚悟するほどに追い詰めるが、結局信長に敗北し京都から追放される。
- 和田惟政：新井康弘

幕臣。義昭に仕えつつ信長にも仕え、叡山攻めに加わる。
- 三淵藤英：渡辺寛二
- 上野秀政：横光克彦
- 武田勝頼：北谷等→黒田隆哉
- 武田信勝：小橋賢児
- 武田信廉：黒部進
- 北条夫人：阿部朋子
- 馬場美濃守：荒木しげる
- 山県昌景：小山武宏
- 三好長慶：中丸新将
- 六角承禎：平泉成

近江の守護大名、観音寺城城主。息子の義治に当主の座を譲るも実権を握る。足利義昭を擁立した信長を「尾張の小せがれ」と侮り協力を拒否、信長の猛攻の前に敗退し近江を失う。
- 六角義治：山口晃史

承禎の子、六角氏当主。父に実権を握られ、主体性を発揮すること無く信長に敗退する。

### イエズス会
- ルイス・フロイス：アダム・ロビンス→フランク・ニール

ポルトガル出身のイエズス会宣教師。信長と関わりを持ち、その生きざまを冷静な視点で見つめ、多くの記録を残す。他人を信用しない信長が心を許した数少ない人物の一人。本作の狂言回し的存在。
- 慈海→ロレンソ：稲川淳二

日本人キリシタン。ザビエルより洗礼を受け「ロレンソ」という洗礼名を与えられる。その敬虔な信仰とフロイスら宣教師たちへの献身的な奉仕が認められ、イエズス会への入会を許される。弁論にも長けており、信長の御前で日乗相手に宗論を戦わせ、堂々たる論陣で一歩も引かなかった。
- ザビエル神父：テリー・オブライエン
- ヴィレラ：テリー・オブライエン（二役）
- アルメイダ：ガブリエル・メラク
- トルレス神父：カルロス・モリーナ
- フェルナンデス修道士：アルメイダ・ジョワリ
- ヴァリニャーノ：ブライアン・バークガフニ

イタリア出身のイエズス会宣教師で、フロイスの上役。日本の布教状況を視察するために来日したが、そのまま滞在しフロイスら宣教師たちやキリシタン達の指導に当たった。
- オルガンティーノ：細川フランコ

イタリア出身のイエズス会宣教師。信長の許可を得て安土城下に開校したセミナリオの院長に就任する。
- カブラル：ジョバンニ・プッチ
- ヤジロー：龍飛雲
- ソテロ：リード・ジャクソン

アフリカから宣教師と共に来日した黒人男性。安土のセミナリオで日本語を学び、信長に気に入られ近習として仕える。剛力の持ち主で、本能寺の変の際は明智の兵を素手で殴り倒して包囲網を突破する。
- 伊東マンショ：重富孝→木村直雄樹

天正遣欧少年使節の主席正使。
- 千々石ミゲル：佐藤洋匡→長崎真純

天正遣欧少年使節の正使。
- 原マルチノ：柴田宗典→植松良介

天正遣欧少年使節の副使。
- 中浦ジュリアン：光行透

天正遣欧少年使節の副使。
- メスキータ：ファビオ・ブッソーティ

天正遣欧少年使節に随行した、イエズス会の通訳。
- グレゴリウス十三世：アントニオ・カンテリーニ

ローマ教皇。天正遣欧少年使節に謁見する。

### その他
- 今井宗久：佐藤慶
- 千宗易：伊藤孝雄
- 津田宗及：内田稔
- 山上宗二：河合隆司
- 島井宗叱：野島秀信
- 日比屋了慶：島田順司
- 小西行長：伊藤秀
- 顕如：伊藤富美也

石山本願寺法主。一向宗の総帥として信長の前に立ちはだかり、宿敵として粘り強く戦いぬいてきたが、ついに力尽きて講和、本願寺を去る。
- 教如：原豊

顕如の嫡男。
- 朝山日乗：内田勝正
- 飛鳥井雅教：松橋登
- 勧修寺晴豊：堀内正美
- 日野輝資：佐藤淳
- 立入宗継：長沢大

1564年10月、朝廷の使者として小牧山城に下向し、信長に尾張国内の御料所の回復を命じる。

### 架空人物
- 加納随天：平幹二朗

織田家お抱えの祈祷師。「神がかり」と呼ばれる。織田家当主の運命を吉に導く事で自らの地位も向上させたいと目論む、忠義者にして野心家という複雑な性格の持ち主。感情の起伏が激しく、しばしば理解し難い言動を見せる。信定・信秀・信長と織田家には三代に渡って仕えており、戦などにも同行する。一時期信長の生母るいと恋仲となり、それを知って激怒した信長に折檻され半死半生の目に合わされるが、後に許され再び信長のそば近く仕える。その後、祈祷の最中に火の粉を顔に浴びて失明し、晩年は不自由な体を押して信長に仕えた。最期は本能寺で信長に殉じる。
- 喜八：松原一馬

秀吉の足軽時代からの相棒。秀吉が出世するとその側近となる。
- まつ：山本郁子

るいの侍女。信長の怒りを買って重傷を負った随天を密かに匿うが、犯されてその愛人となる。後に随天の密命でなべの毒殺を企むが失敗し、口封じのために随天に殺される。
- 梶真八郎：狭間鉄

帰蝶の従者。
- 安祥長家：宮寺康夫

安祥城主。信秀に攻め滅ぼされるが、後に亡霊となって信秀の前に現れる。
- よね→安：青山知可子

安祥長家の側室。安城合戦後に織田信秀の側室となり、安と改名する。後に、長家の亡霊を見て錯乱した信秀に殺害される。
- りゅう：黒谷加奈子→西野まり→久我美智子→岡本舞

信長の姉、義龍の妻。
- かなえ：岩本多代

築山殿の侍女。
- 良吉：長谷有洋
- 宗吉：加藤雅也（現・飛鳥幸一）
- ディオゴ：モロ師岡
- 庄右衛門：森下哲夫
- 佐野源右衛門：加藤治
- 長良新九郎：蒔田浩

信長家臣。放送当時の岐阜市長。放送にあたり岐阜市は制作協力している。詳しくは蒔田浩の項にて。
- 前島仙之助：真山章志

朝倉家家臣。足利義昭から朝倉義景への密書を携えて京から越前へ向かう途中で明智光秀に見つかり斬られる。

## スタッフ
- 原作・脚本：田向正健
- 音楽：毛利蔵人
- 語り：ランシュー・クリストフ、加賀美幸子（総集編アバンタイトル）、井筒屋勝己（本放送アバンタイトル）
- 演奏：東京コンサーツ
- テーマ音楽演奏：NHK交響楽団
- テーマ音楽指揮：尾高忠明
- テーマ音楽作詞：田向正健
- テーマ音楽合唱：東京混声合唱団
- テーマ音楽独唱：久岡昇
- 監修：松田毅一
- 題字：渡辺裕英
- 時代考証：岡田正人
- 建築考証：内藤昌
- 衣装考証：小泉清子
- 振付・所作指導：猿若清三郎
- 茶道指導：鈴木宗卓
- 馬術指導：田中茂光、間宮光弘
- 殺陣・武術指導：林邦史朗
- 砲術指導：名和弓雄
- 太鼓指導：山本幹夫
- 資料提供：宇田妙子
- 名古屋弁指導：芹沢孝子
- ポルトガル語指導：安倍井シルビア
- 公家言葉指導：朝永桐世
- 能指導：桜間辰之
- 祈祷指導：佐藤象恒
- 邦楽：杵屋正邦
- 協力：岐阜県、岐阜市、各務原市、大野市、山梨県小淵沢町、恵那市、岩村町、高根町、滋賀県安土町
- 制作：八木雅次、加藤郁雄
- 美術：田嶋宣助、青木聖和
- 技術：大沼伸吉、高橋邦彦
- 撮影：三浦国男、佐藤俊憲
- 照明：野下清、中山鎮雄
- 音声：近藤直光、鈴木清人
- 音響効果：平塚清、西ノ宮金之助、菅野秀典
- 映像技術：寺田武夫、横山一夫
- 記録・編集：阿部格、石原美雪
- 制作著作：NHK
- 共同制作：NHKエンタープライズ
- 制作統括：渡辺紘史
- 制作協力：NHKアート、NHKテクニカルサービス
- 演出：重光亨彦／小松隆、小松隆一、柴田岳志、加賀田透、岡田健、吉川邦夫

## 放送
特記が無い限りNHKクロニクルで確認。

### 通常放送時間
- NHK総合テレビジョン：毎週日曜 20時00分 - 20時45分
- NHK衛星第2テレビジョン：毎週日曜 21時15分 - 22時00分[注 2]
- （再放送）NHK総合テレビジョン：毎週土曜 13時05分-13時50分[注 2]

### 放送日程
- 第1回は40分繰り上げかつ49分延長。
- 7月26日は第16回参議院議員通常選挙開票速報のため、休止。
- 最終回は15分拡大。

| 第1回                                                      | 1月5日   | ジパング           | 重光亨彦 |
| 第2回                                                      | 1月12日  | 親父の死           | 重光亨彦 |
| 第3回                                                      | 1月19日  | 抗争のはじまり     | 重光亨彦 |
| 第4回                                                      | 1月26日  | 切腹               | 重光亨彦 |
| 第5回                                                      | 2月2日   | まむしの道三       | 重光亨彦 |
| 第6回                                                      | 2月9日   | 大名への第一歩     | 小松隆一 |
| 第7回                                                      | 2月16日  | 目には目を         | 小松隆一 |
| 第8回                                                      | 2月23日  | 鬼の栖             | 柴田岳志 |
| 第9回                                                      | 3月1日   | 道三敗死           | 重光亨彦 |
| 第10回                                                     | 3月8日   | 骨肉の争い         | 小松隆   |
| 第11回                                                     | 3月15日  | 弟よ               | 重光亨彦 |
| 第12回                                                     | 3月22日  | 尾張統一           | 小松隆一 |
| 第13回                                                     | 3月29日  | 桶狭間の戦い（前） | 重光亨彦 |
| 第14回                                                     | 4月5日   | 桶狭間の戦い（後） | 重光亨彦 |
| 第15回                                                     | 4月12日  | 家庭の問題         | 柴田岳志 |
| 第16回                                                     | 4月19日  | 神の戦士たち       | 重光亨彦 |
| 第17回                                                     | 4月26日  | 妖怪のクリスマス   | 小松隆一 |
| 第18回                                                     | 5月3日   | 和平同盟           | 小松隆一 |
| 第19回                                                     | 5月10日  | 信長北上           | 重光亨彦 |
| 第20回                                                     | 5月17日  | 伴天連フロイス     | 小松隆一 |
| 第21回                                                     | 5月24日  | 将軍暗殺           | 重光亨彦 |
| 第22回                                                     | 5月31日  | 美濃攻略           | 加賀田透 |
| 第23回                                                     | 6月7日   | 京への道           | 小松隆   |
| 第24回                                                     | 6月14日  | 天下布武           | 重光亨彦 |
| 第25回                                                     | 6月21日  | 野望               | 岡田健   |
| 第26回                                                     | 6月28日  | 信長を見た         | 重光亨彦 |
| 第27回                                                     | 7月5日   | 対決               | 重光亨彦 |
| 第28回                                                     | 7月12日  | 人の恨み           | 小松隆   |
| 第29回                                                     | 7月19日  | 姉川の合戦         | 重光亨彦 |
| 第30回                                                     | 8月2日   | 死神               | 小松隆   |
| 第31回                                                     | 8月9日   | 比叡山焼き打ち     | 柴田岳志 |
| 第32回                                                     | 8月16日  | 随天               | 重光亨彦 |
| 第33回                                                     | 8月23日  | 信長包囲作戦       | 吉川邦夫 |
| 第34回                                                     | 8月30日  | 四面楚歌           | 小松隆   |
| 第35回                                                     | 9月6日   | 足利幕府滅亡       | 重光亨彦 |
| 第36回                                                     | 9月13日  | 浅井朝倉攻め       | 岡田健   |
| 第37回                                                     | 9月20日  | 天下を取る         | 重光亨彦 |
| 第38回                                                     | 9月27日  | 長篠の戦い         | 重光亨彦 |
| 第39回                                                     | 10月4日  | 家督譲与           | 小松隆   |
| 第40回                                                     | 10月11日 | 夢の城             | 重光亨彦 |
| 第41回                                                     | 10月18日 | 伴天連決死行       | 重光亨彦 |
| 第42回                                                     | 10月25日 | 悪い噂             | 小松隆   |
| 第43回                                                     | 11月1日  | 家康の悲劇         | 小松隆   |
| 第44回                                                     | 11月8日  | 余は神である       | 重光亨彦 |
| 第45回                                                     | 11月15日 | 地球は丸い         | 重光亨彦 |
| 第46回                                                     | 11月22日 | 安土山神学校       | 重光亨彦 |
| 第47回                                                     | 11月29日 | 全国平定作戦       | 重光亨彦 |
| 第48回                                                     | 12月6日  | キングオブジパング | 重光亨彦 |
| 最終回                                                     | 12月13日 | 本能寺の変         | 重光亨彦 |
| 平均視聴率 24.6%（視聴率は関東地区・ビデオリサーチ社調べ） |          |                    |          |

### 総集編
| 放送回 | 放送日   | 題         | 放送時間    |
| ------ | -------- | ---------- | ----------- |
| 第1部  | 12月20日 | ジパング   | 19:20-21:14 |
| 第2部  | 12月21日 | 天下布武   | 19:30-20:59 |
| 第3部  | 12月22日 | 本能寺の変 | 19:30-21:00 |

## メディア
- 総集編： 全3巻（VHS）、2枚組（DVD）
- 完全版： DVD-BOX全2集、13枚、49回（DVD）